# Харукевич, Мариан
Мариан Харукевич (пол. Marian Charukiewicz; 22 июля 1940, Старый Тракай, Литовская ССР) — польский офицер милиции и Службы безопасности ПНР, организатор антиправительственного подполья во вроцлавской госбезопасности. Тайно сотрудничал с диссидентами, профсоюзом Солидарность и движением Борющаяся солидарность, передавал важную оперативную информацию. При военном положении был раскрыт и уволен из органов МВД, активно продолжал подпольную деятельность. В Третьей Речи Посполитой поддерживает националистические силы. Награждён орденом Возрождения Польши.

## Семья, образование, взгляды
Родился в семье литовских поляков. За день до его рождения Литва была включена в состав СССР. Харукевичи отличались антисоветскими и антикоммунистическими взглядами. Александр Харукевич, отец Мариана, был бойцом Армии Крайовой. Ян Харукевич, старший брат Мариана, служил во вспомогательных формированиях вермахта, затем перешёл на сторону США, служил в польском батальоне американской 5-й армии. В 1946 Ян Харукевич перебрался в Польшу, примкнул к партии Стронництво людове, участвовал в антикоммунистическом подполье. Был арестован и осуждён на пятнадцать лет заключения.
До шестнадцатилетнего возраста Мариан Харкевич с матерью Анной жили в Литовской ССР. Среднее образование Мариан получил в польскоязычной школе. Среди его одноклассников были будущие деятели Саюдиса и политики постсоветской независимой Литвы. С детства Мариан глубоко проникся польским национализмом, всю жизнь его кумиром остаётся Юзеф Пилсудский — основатель независимой Польши. Именно национализм, борьба за независимость Польши и Литвы от СССР (это государство понималось как вариант Российской империи), создавали главный побудительный стимул; антикоммунизм имел меньшее значение. Харукевич откровенно признавал, что сознательно притворялся убеждённым пионером и комсомольцем, чтобы получить возможности для национальной борьбы. Такого рода мимикрию он считал вполне моральной и необходимой для дела.
Узнав, что старший сын заключён в польскую тюрьму, Анна Харукевич с младшим сыном и дочерью перебралась на жительство в ПНР. Обосновались в Равиче, затем во Вроцлаве, где к тому времени легализовался Александр Харукевич-старший. В 1965 Мариан Харукевич окончил филологический факультет Вроцлавского университета. Некоторое время работал учителем польского языка в Тшебнице.

## Из милиции в госбезопасность
С сентября 1965 Мариан Харукевич поступил на службу в гражданскую милицию. Был сотрудником Вроцлавской воеводской комендатуры. Работал в инспекции по делам несовершеннолетних, затем в уголовном розыске.
В октябре 1972 офицер МВД Лилиана Креткевич, подруга Харукевича, помогла ему перевестись во вроцлавское управление Службы безопасности (СБ) — инспектором 4 отдела, в ведении которого состоял контроль над церковью и преследование католической оппозиции. В 1975 Харукевич — инспектор отдела T («техника»), занимавшегося прослушиванием телефонных переговоров. В 1981 в звании капитана — вновь инспектор 4 отдела, куратор оперативной группы в Олаве. С 1968 состоял в правящей компартии ПОРП.
Мариан Харукевич крайне негативно относился к коммунистическому государству ПНР — члену Советского блока. С 1970 он тайно восстановил контакт с братом Яном, освободившимся из заключения (это удавалось скрыть от милицейского начальства). Своё решение поступить в милицию Харукевич объяснял нежеланием служить в армии ПНР, подчинённой Москве. Переход в 4 отдел госбезопасности, по его словам, позволял помогать патриотичным священникам.

## «Группа Харукевича»

### Тайная помощь церкви и диссидентам
На службе в 4 отделе Мариан Харукевич старался максимально спускать на тормозах агентурную работу СБ в архиепархии Вроцлава. Он установил тайный контакт с ксендзами Станиславом Ожеховским и Александром Зенкевичем, передавал им информацию об оперативных мероприятиях СБ в отношении церкви. Информация Харукевича поступала архиепископу Генрику Гульбиновичу. Связь обеспечивала Лилиана Креткевич, подобравшая в качестве курьеров нескольких женщин, прежде служивших в милиции.
После перевода в отдел T Харукевич информировал вроцлавских диссидентов, в том числе Кароля Модзелевского, о прослушанных телефонных разговорах и намерениях госбезопасности. Поначалу Харукевичу не доверяли, но точное соответствие его сообщений дальнейшим событиям постепенно побудило к сотрудничеству.
Пользуясь статусом офицера госбезопасности, Мариан Харукевич неоднократно посещал Литовскую ССР. Он установил контакты среди деятелей культуры польского происхождения, встречался с редактором польскоязычной газеты Czerwony Sztandar Яном Цехановичем. Убеждал советско-литовских поляков противостоять денационализации и русификации. Хотя такие контакты проводились в строго конспиративном формате, они стали известны КГБ СССР. Однако Харукевич и Цеханович сумели «сбить со следа», специально завязав переписку с восхвалениями марксизма-ленинизма и «интернациональной дружбы» между ПНР и СССР.

### Метод конспирации
Мариан Харукевич стал вызывать подозрения. В начале 1981 из КГБ в МВД ПНР поступила рекомендация проверить его деятельность. Вопрос взял на контроль министр Мирослав Милевский (один из лидеров «партийного бетона», впоследствии член Политбюро и секретарь ЦК ПОРП). Оправдываясь перед начальством, Харукевич старался обойти конкретные вопросы, зато много говорил о своих «давних и твёрдых» коммунистических убеждениях, об участии своей матери в Октябрьской революции (не упоминая об отце и старшем брате). Идеологическая выверенность объяснений заставила начальство принять их. Подозрения с Харукевича были временно сняты.
Такой «метод Швейка» вообще был характерен для Мариана Харукевича и обычно оказывался эффективен. На конкретные обвинения он отвечал потоком пафосных деклараций о своей «вере в партию, вере в народную власть, вере в органы безопасности, вере в преданность трудящихся партии, народной власти и органам безопасности» и т. п. Это вызывало сомнения в его адекватности и желание скорее закончить разговор (иногда собеседник даже предлагал выпить, чтобы прервать утомительные идеологические разглагольствования) — чего Харукевич и добивался. Несколько лет ему удавалось уходить от оперативной разработки, скрываясь за псевдофанатизмом. Кроме того, Харукевич был членом жилищной комиссии Вроцлавской комендатуры, от него зависело распределение квартир — это способствовало установлению хороших отношений с сослуживцами (сталинистски и просоветски настроенных офицеров Харукевич старался ставить в конец очереди на жильё).

### Формирование группы
Несмотря на жёсткую партийно-служебную дисциплину, привилегированное положение и интенсивную идеологическую обработку, в СБ встречались сотрудники, по тем или иным причинам негативно настроенные к властям. Сильное раздражение вызывала, например, номенклатурная коррупция времён Эдварда Герека, самодовольное «комчванство» партаппарата, некомпетентное вмешательство партийных функционеров в оперативную работу. Коммуникабельность Харукевича, присущий ему дар убеждения, умение выступать тамадой на застольях позволили ему сгруппировать круг единомышленников-оппозиционеров.
К Харукевичу примкнули около десятка офицеров СБ: капитан Станислав Вечорек (4 отдел), поручик Януш Лозиньский (3 отдел), подпоручик Пётр Павловский (3 отдел), поручик Эугениуш Чех (отдел T), хорунжий Тадеуш Крысмальский (отдел T), хорунжий Лешек Кудла (отдел T), сержант Анджей Рак (опергруппа по борьбе с политизированным криминалом), сержант Мацей Шиманович (полиграфическая служба) и ещё несколько человек, имена которых не были установлены. Все они разделяли идеи Харукевича, проявляли личную преданность лидеру и выполняли его указания. По своей численности и активности эта Grupa Charukiewicza, GCh — Группа Харукевича была беспрецедентна в системе СБ МВД.

### Тайная поддержка «Солидарности»
Августовское забастовочное движение 1980 и создание независимого профсоюза Солидарность вызывало симпатию части офицеров. Однако сторонники «Солидарности» публично не высказывались, а большинство аппарата МВД придерживалось сталинистской «жёсткой линии». Во Вроцлаве получило развитие движение горизонтальных структур — реформистского крыла ПОРП. Капитан Харукевич конфиденциально выражал поддержку этому движению, рекомендовал сотрудничать с «Солидарностью», способствовал отстранению от власти консервативного первого секретаря воеводского комитета ПОРП Людвика Дрожджа. Вопреки действовавшим правилам, Харукевич поставил на прослушку телефонные переговоры Дрожджа — мотивируя это тем, что «в эти дни обновления партия требует от нас неустанной борьбы с привилегиями». Группа Харукевича считалась своеобразным «мотором „горизонтального движения“» во вроцлавской парторганизации. 
Харукевич регулярно информировал лидера вроцлавского профцентра Ежи Пюрковского о слежке, оперативных мероприятиях и внедрении агентуры. После Быдгощского кризиса весной 1981 GCh инициировала резолюции партийных собраний вроцлавской комендатуры с требованием «прекратить создание атмосферы враждебности к милиции» — по смыслу, речь шла о неприменении силовых методов к «Солидарности» и другим общественным движениям. Харукевич и его сторонники вели активную агитацию силовиков, но действовали конспиративно, без публичного авторства.
Воеводский комендант милиции полковник Здзислав Берначик и его заместитель по СБ полковник Чеслав Блажеевский быстро ощутили, что в комендатуре возникла законспирированная оппозиционная группа. Новый министр внутренних дел генерал Чеслав Кищак потребовал выявить «внедрившегося противника». Кищак начал масштабную чистку в МВД, увольняя прежних функционеров и заменяя их доверенными выходцами из военной разведки. Однако конспиративные навыки оказались эффективны: ни Харукевича, ни других членов GCh выявить не удалось — под увольнения попали другие офицеры, вполне «преданные ПОРП».

## Увольнение без преследования
Незадолго до 13 декабря 1981 Мариан Харукевич предупредил ксендза Зенкевича и архиепископа Гульбиновича о предстоящем введении военного положения. Они, однако, не поверили ему, поскольку были наивно уверены в единстве польской армии с народом. Единственное, чем Харукевич смог помочь «Солидарности» — устроил в комендатуре пьяное застолье с военными в ночь на 13 декабря. Это несколько оттянуло отдачу и исполнение приказов.
В первые дни военного положения Харукевич всеми силами дезорганизовывал репрессивный аппарат во Вроцлаве. Сам он уклонялся от участия в арестах, члены его группы либо «заболевали», либо «путали адреса». При этом Харукевич, предвидя скорое увольнение, а возможно и преследование, стал открыто агитировать против политики WRON и лично генерала Войцеха Ярузельского. Он говорил о разрушительности западных санкций, под которые политика властей поставила Польшу, обвинял власти в антипатриотичном служении «русским и немцам» — СССР и ГДР.
Результатом стали несколько рапортов «враждебной пропаганде, порочащей партию и правительство со стороны капитана Харукевича». Доносители также жаловались на грубость Харукевича, словесные оскорбления и обвинения в отсутствии патриотизма. Представ 18 декабря перед дисциплинарной комиссией, Харукевич сослался на своё «психическое истощение от интенсивной работы», подробно перечислил принимаемые им успокаивающие средства и вновь заговорил о том, как он «в эти трудные дни верит в польский рабочий класс». Издевательский характер этих объяснений был уже очевиден, но апеллирование Харукевича к партийной линии затрудняло принятие мер. Служебную записку об увольнении капитана Харукевича полковник Берначик направил министру Кищаку только 13 апреля 1982. Одновременно Мариан Харукевич был исключён из ПОРП.
Однако репрессивных мер против Харукевича предпринято не было. Собранные на него материалы о «пропаганде в пользу „Солидарности“ и связях с антисоциалистическими центрами» Кищак запретил передавать в прокуратуру. По словам министра, дело о долговременной и активной подпольной группе в органах СБ МВД было бы слишком скандальным и деморализующим. Было сочтено за лучшее максимально замалчивать эту ситуацию. Харукевич получил направление к психиатру (которым не воспользовался) и был отправлен на пенсию. За ним установилось плотное наблюдение СБ. Министерское расследование постепенно установило десять членов GCh. Все они были уволены, некоторые побывали под домашним арестом, один подвергся избиению «неизвестными», но никто не был репрессирован — по тем же причинам, что и лидер группы.

## Информатор и инструктор подполья
Мариан Харукевич сохранил связи со своими законспирированными сторонниками, оставшимися на службе в СБ. 31 августа 1982, в день всепольских массовых протестов, единомышленники Харукевича тщательно отслеживали поведение офицеров милиции и СБ (для будущей люстрации). Отмечалось, в частности, крайняя жёсткость полковника Блажеевского. Он продолжал получать важную оперативную информацию, которую по сложным контактным схемам передавал подпольному профцентру «Солидарности» Владислава Фрасынюка и движению Борющаяся солидарность (SW) Корнеля Моравецкого.
Особенно тесно Харукевич сотрудничал с радикальной «Борющейся солидарностью» и её контрразведкой, которую возглавлял Ян Павловский. Инструктировал в том плане, что для успешной борьбы с коммунистической госбезопасностью необходимы её собственные методы — дезинформирование, дезорганизация, шантаж и насилие. Важное значение уделял вербовке («завербовать в восемь раз дешевле, чем внедрить»). Ценным источником информации являлся вроцлавский спортклуб Gwardia, посещаемый сотрудниками СБ и милиции. По наводке Харукевича активисты SW завязывали там нужные контакты. Издавал в подполье националистический журнал Pilsudczyk Wielkopolski — Пилсудчик Великопольский.

## Восстановление и награда
В 1988—1989 массовые забастовки, переговоры в Магдаленке, Круглый стол и альтернативные выборы привели к падению режима ПОРП. Правительство возглавил представитель «Солидарности» Тадеуш Мазовецкий. Мариан Харукевич потребовал восстановления на службе.
Проверочная комиссия пришла к выводу, что увольнение Харукевича было политически мотивировано. 1 июля 1990 Харукевич в звании капитана был восстановлен на службе во Вроцлавском управлении МВД. Но для него это имело только символическое значение: уже 31 июля он вновь вышел на пенсию, но по собственному желанию.
В 2009 президент Польши Лех Качиньский наградил Мариана Харукевича Офицерским крестом ордена Возрождения Польши. Это награждение вызвало полемику: фигура Харукевича — функционера госбезопасности с «сомнительными методами» — неоднозначно воспринимается в польском обществе. Сам он реагирует на критику с циничной иронией. Поддерживает связи с соратниками 1980-х, охотно общается с прессой, поддерживает национал-консервативные силы в Польше и Литве.